# ساوینسکی (استان آرخانگلسک)
ساوینسکی (انگلیسی: Savinsky, Arkhangelsk Oblast) یک شهرک در بخش پلستسکی استان آرخانگلسک کشور روسیه است.